# Craspedophilus kraatzi
Craspedophilus kraatzi is een keversoort uit de familie knotshoutkevers (Bothrideridae). De wetenschappelijke naam van de soort werd in 1928 gepubliceerd door Alfred Hetschko.